# Gari regularis
Gari regularis är en musselart som först beskrevs av Carpenter 1864.  Gari regularis ingår i släktet Gari och familjen Psammobiidae. Inga underarter finns listade i Catalogue of Life.